# Jonathan Bätz
Jonathan Bätz (Utrecht, 5 februari 1787 – aldaar, 18 juli 1849) was een Nederlands orgelbouwer.

## Achtergrond
Bätz werd geboren als een zoon van de orgelbouwer Christoffel Bätz en Christina Sophia Johanna Roll. Hij was een kleinzoon van Johann Bätz - eveneens orgelbouwer. Bätz, zijn broer Johan Martin Willem, en waarschijnlijk ook hun zuster Johanna Maria, werden na het overlijden van hun moeder opgevoed door hun oom Gideon Thomas Bätz, eveneens orgelbouwer, en diens vrouw Sara Schuurman. Die opvoeding kon plaatsvinden mede dankzij een bijdrage van Jan Gildemeester Jansz.. Vader Christoffel zou die in 1800 krijgen, ware het niet dat hij verdronk voordat hij de bijdrage kon innen. Jonathan stierf ongehuwd aan cholera.

## Orgels bouwen
Zijn oom liet Bätz leren aan een kostschool in Gelderland. Vanaf ongeveer zijn dertiende levensjaar begon hij zelf in de orgelbouw in het bedrijf van deze oom. Vanaf 1820, na de dood van Gideon Thomas, zette Jonathan Bätz met zijn broer Johan Martin Willem het bedrijf voort. Hij wist dit te continueren en uit te breiden. In 1826 kwam Christian Gottlieb Friedrich Witte uit Hannover als meesterknecht in dienst bij de firma Gebroeders Bätz. Hij trouwde met hun nichtje Paulina Dorothea Antoinette Lagers, dochter van Johanna Maria Bätz en predikant Lagers. In 1831 ging Johan Martin Willem zijn eigen weg en werd pianomaker. In 1833 noemde de firma zich J. Bätz & Co., met Witte als medevennoot. Aan het eind van zijn leven kon Bätz niet meer deelnemen aan het bouwen van orgels, omdat hij ernstig aan jicht leed. Het bedrijf werd na zijn dood voortgezet door Witte en diens zoon Johan Frederik Witte. In 1903, een jaar na de dood van Johan Frederik Witte, werd het bedrijf opgeheven. 
Pieter Maarschalkerweerd en Christiaan Stuiting van het latere orgelbedrijf Stuiting & Maarschalkerweerd waren tot 1840 beiden meesterknecht bij Bätz. Tevens zijn de orgelmakers Pieter Flaes en Diedrich Brünjes bij Bätz werkzaam geweest, in 1842 hebben zij samen (na 1869 Flaes alleen) zich in Amsterdam gevestigd als orgelmakers.

## Gebouwde orgels
| Bouwjaren   | Plaats           | Kerk                                              | Afbeelding | Manualen/pedaal P = zelfstandig pedaal p = aangehangen pedaal | Registers | Opmerkingen |
| ----------- | ---------------- | ------------------------------------------------- | ---------- | ------------------------------------------------------------- | --------- | --- |
| 1818–1820   | Hellevoetsluis   | Vestingkerk                                       |            |                                                               |           | Bestaat niet meer; in 1913 vervangen |
| 1821        | Nieuwenhoorn     | Hervormde Kerk                                    |            | II/p                                                          | 14        | 1895–1899 grondig verbouwd door A. van den Haspel |
| 1822–1823   | Weesp            | Grote of Sint-Laurenskerk                         |            | II/p                                                          | 23        | 1852 en 1891 door Witte sr. en jr. gewijzigd; in de jaren 1930 pneumatisch pedaal met 2 registers uitgebreidBij de restauratie in 1978 is dit weer weer ongedaan gemaakt. |
| 1824        | 's-Graveland     | Hervormde Kerk                                    |            | II/p                                                          | 14        | In de jaren 1930 pneumatisch pedaal uitgebreid met 2 registersBij de restauratie in 1974 is dit weer weer ongedaan gemaakt.                                               |
| 1824 & 1837 | Den Haag         | Lutherse Kerk                                     |            | III/P                                                         | 39        | Dispositiewijzigingen aan het orgel van Johann Heinrich Hartmann Bätz (1759–1762)                                                                                         |
| 1827        | Harderwijk       | Grote Kerk                                        |            | II/p                                                          | 23        | In 1980/81 door Flentrop gerestaureerd waarbij de situatie van 1827 volledig werd hersteld                                                                                |
| 1830        | Amsterdam        | Ronde Lutherse Kerk                               |            | III/P                                                         | 49        | Met rugpositief; orgelkas ontworpen door T.F. Suys; 1983 restauratie door Flentrop, in 1997 opnieuw na brand.                                                             |
| 1825–1831   | Utrecht          | Dom van Utrecht                                   |            | III/P                                                         | 50        | Met gebruikmaking van oud pijpwerk |
| 1831        | ’s-Hertogenbosch | Hervormde Kerk                                    |            | II/P                                                          | 24        | [ 7 ] |
| 1831        | Amsterdam        | Instituut tot Onderwijs van Blinden (Herengracht) |            |                                                               |           | |
| 1834        | Utrecht          | Kerk buiten de Waardpoort                         |            |                                                               |           | Bestaat niet meer; orgelkas behouden gebleven in Daarle, Hervormde kerk                                                                                                   |
| 1835        | Paramaribo       | Lutherse Kerk                                     |            | I/p                                                           | 9         | in 1833 gebouwd, in 1835 door C.G.F. Witte geplaatst |
| 1836        | Amsterdam        | Kerk de Krijtberg                                 |            |                                                               |           | Bestaat niet meer. In 1905 vervangen door een nieuw orgel van Adema. Enkele registers zijn overgezet.                                                                     |
| 1838        | Krommenie        | Hervormde Kerk                                    |            | II/p                                                          | 16        | in 1838 gebouwd door J. Batz en Co. voor de Doopsgezinde Kerk Oostzijde te Zaandam. In 1968 gerestaureerd en in Krommenie geplaatst.                                      |
| 1837–1839   | Delft            | Nieuwe Kerk                                       |            | III/P                                                         | 47        | [ 10 ] |
| 1840        | Maassluis        | Groote Kerk                                       |            | III/P                                                         | 42        | Renovatie van het orgel van Rudolf Garrels (1729–1732) |
| 1842        | Mijdrecht        | Janskerk                                          |            | II/p                                                          | 13        | 1915/2001 zelfstandig pedaal uitgebreid |
| 1842        | Den Haag         | Paleis Kneuterdijk (Gotische zaal)                |            | II/P                                                          | 18        | In 1880 door J.F. Witte uitgebreid met een vrij pedaal |
| 1843        | Batavia          | Willemskerk                                       |            |                                                               |           | |
| 1843        | Zeist            | Oude Kerk                                         |            | II/P                                                          | 23        | [ 14 ] |
| 1843        | Amsterdam        | Amstelkerk                                        |            | II/p                                                          | 16        | [ 15 ] |
| 1846        | Woerden          | Petruskerk                                        |            | II/p                                                          | 11        | [ 16 ] |
| 1848        | Harmelen         | Hervormde Kerk                                    |            |                                                               |           | In 1899 vernietigd door brand, daarna nieuw orgel door J.F. Witte |